# Juhani Peltonen
Juhani Peltonen (født 9. november 1936 i Valkeakoski, Finland) er en finsk tidligere fodboldspiller (angriber), der over en 15-årig periode spillede 68 kampe for det finske landshold.
Peltonen spillede størstedelen af sin karriere hos Valkeakosken Haka i sin fødeby. Han vandt to finske mesterskaber med klubben, inden han i 1965 valgte at forsøge sig som udlandsprofessionel i den tyske storklub Hamburger SV. Her nåede han 38 kampe og seks mål over en to-årig periode, før han returnerede til Haka.
For det finske landshold spillede Peltonen 68 kampe. Han debuterede for holdet 19. maj 1955 i en venskabskamp mod Ungarn.
Peltonen blev hele fire gange, i 1960, 1962, 1964 og 1965, kåret til ’’Årets fodboldspiller’’ i Finland.

## Titler
Veikkausliiga
- 1960 og 1962 med Valkeakosken Haka

Finsk pokal
- 1955, 1959, 1960, 1963 og 1969 med Valkeakosken Haka